# Your wilderness
Your wilderness is een studioalbum van The Pineapple Thief. Het album verscheen op elpee en compact disc, die laatste in een enkele of speciale uitgave.

## Inleiding
The Pineapple Thief had na de tegenvallende verkoopresultaten van Magnolia het bijltje er bijna bij neer gegooid. Ook de tournee bracht geen geldelijke gewin; leden moesten er baantjes bijnemen. Desondanks vroeg KScope om nieuwe opnamen. Omdat de beoogde drummer Daniel Osborne alweer was vertrokken, raadde KScope Porcupine Tree-drummer Gavin Harrison aan. De muziek van The Pineapple Thief werd al jaren vergeleken met de muziek van die band. Het album en bijbehorende tournee brachten voldoende geld in het laatje om weer verder te gaan.
Leider van de band kondigde aan dat hij met een conceptalbum kwam over een reis van ouders en kind door het leven met liefde, vervreemding en vergeving, alles gebaseerd op de fotoverzameling van hoesontwerper Carl Glover, die allerlei nostalgische foto’s in zijn verzameling heeft. Het album is grotendeels opgenomen onder leiding van Soord en Kitch in de Soord Studio, de geluidsstudio van de band. Er waren nog vier locaties nodig om het te completeren:
- Bourne Place: drums, Harrison trad zelf op als muziekproducent
- Spacewolf: koor
- Richardsonics: Geoffrey Richardson
- Limefiled: klarinet

Het album laat een mengeling horen van popmuziek en progressieve rock, de specialiteit van TPT. Het album werd goed ontvangen binnen de niche van de progressieve rock. Het album haalde diverse albumlijsten al was het vaak voor een of twee weken. 

## Musici
- Bruce Soord – zang, gitaar, toetsinstrumenten
- Jon Sykes – basgitaar
- Steve Kitch – toetsinstrumenten
- Gavin Harrison – drumstel

Met
- Darran Charles – gitaar op In exile, No man’s land, Tear you up, Take your shot
- John Helliwell – klarinet op Fend for yourself
- Geoffrey Richardson – viool, altviool en cello, arrangement zichzelf op Fend for yourself, The final thing on my mind
- koor: sopraan Sarah Best, alt Kate Chapman, tenor Ian Ring en bas Gareth Jones op In exile, Fend for yourself en The final thing on my mind

Harrison is bekend vanwege Porcupine Tree en King Crimson, Charles van Godsticks, Helliwell vanwege Supertramp, Richardson vanwege Caravan. Harrison en Charles gingen mee op de tournee in 2017 die in Haarlem startte.

## Muziek
Alle muziek en teksten van Soord, behalve That shore en Where we stood (Kitch/Soord) en Take your shot (Johnny Wilks/Soord)

| Nr. | Titel                      | Duur |
| --- | -------------------------- | ---- |
| 1.  | In exile                   | 5:40 |
| 2.  | No man’s land              | 4:20 |
| 3.  | Tear you up                | 4:53 |
| 4.  | That shore                 | 4:36 |
| 5.  | Take your shot             | 4:34 |
| 6.  | Fend yourself              | 3:49 |
| 7.  | The final thing on my mind | 9:52 |
| 8.  | Where we stood             | 3:46 |

De luxe editie bevat nog een tweede compact disc onder de titel Eight days later (die later op een aparte elpee verscheen) en een dvd-versie van bovenstaande.

| Nr. | Titel                        | Duur  |
| --- | ---------------------------- | ----- |
| 1.  | Strung out                   | 3:53  |
| 2.  | Dawn again                   | 3:53  |
| 3.  | Ritual                       | 4:31  |
| 4.  | The toil                     | 3:58  |
| 5.  | Hallucinations and delusions | 5:36  |
| 6.  | The confined escape          | 7:59  |
| 7.  | Our shelter                  | 10:11 |